# Centro Médico La Paz

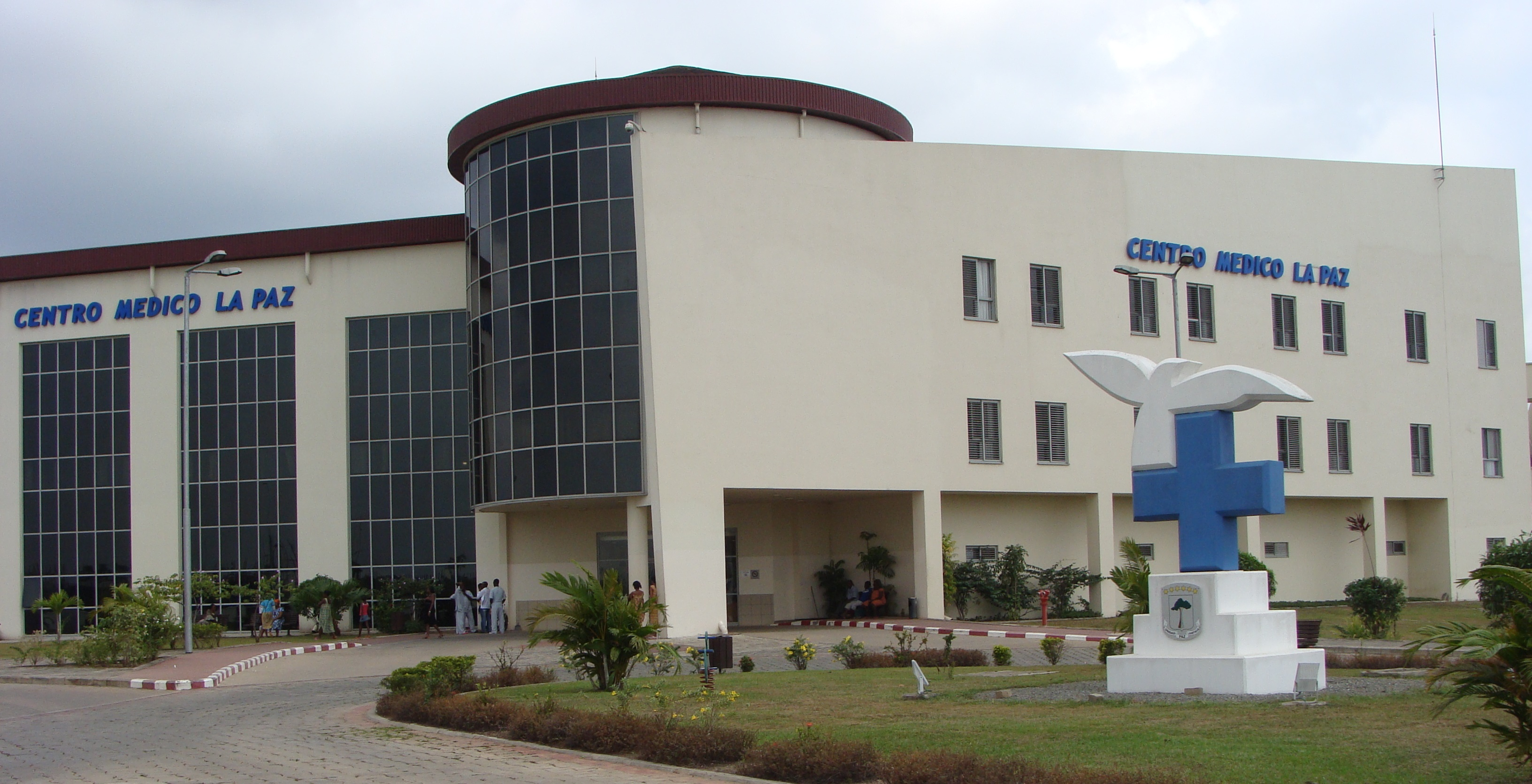
Centro Médico La Paz in Bata

Das Centro Médico La Paz ist ein Krankenhaus in Bata, Äquatorialguinea.

## Hintergrund und Aufgabe
Im Auftrag der Regierung von Äquatorialguinea wurde das Haus von einem israelischen Architektenbüro gebaut. Für die Vergabe der Fußball-Afrikameisterschaft 2012 hatte die FIFA den Bau eines Krankenhauses verlangt. Außerdem sollte im Juli 2011 der 17. Gipfel der  Afrikanischen Union in Malabo stattfinden. Das Haus wurde mit 120 Betten im Oktober 2007 unter israelischer Führung (IMS Global) eröffnet. Als Privat- und Referenzklinik ist es zwar nicht der allgemeinen Öffentlichkeit zugänglich; Zahnmedizin, Pädiatrie und Geburtshilfe sind für  Einheimische aber außerordentlich günstig. Die Regierung übernimmt die Kosten für alle Notfälle und solche Patienten, die vom öffentlichen Hospital General in Bata oder von anderen Krankenhäusern zugewiesen werden. Ein Hubschrauberlandeplatz mit Nachtkennzeichnung ermöglicht Patiententransporte von anderen Krankenhäusern (vor allem in Malabo), den guineischen Inseln und nicht zuletzt von den Bohrplattformen im Golf von Guinea.

### Besonderheiten

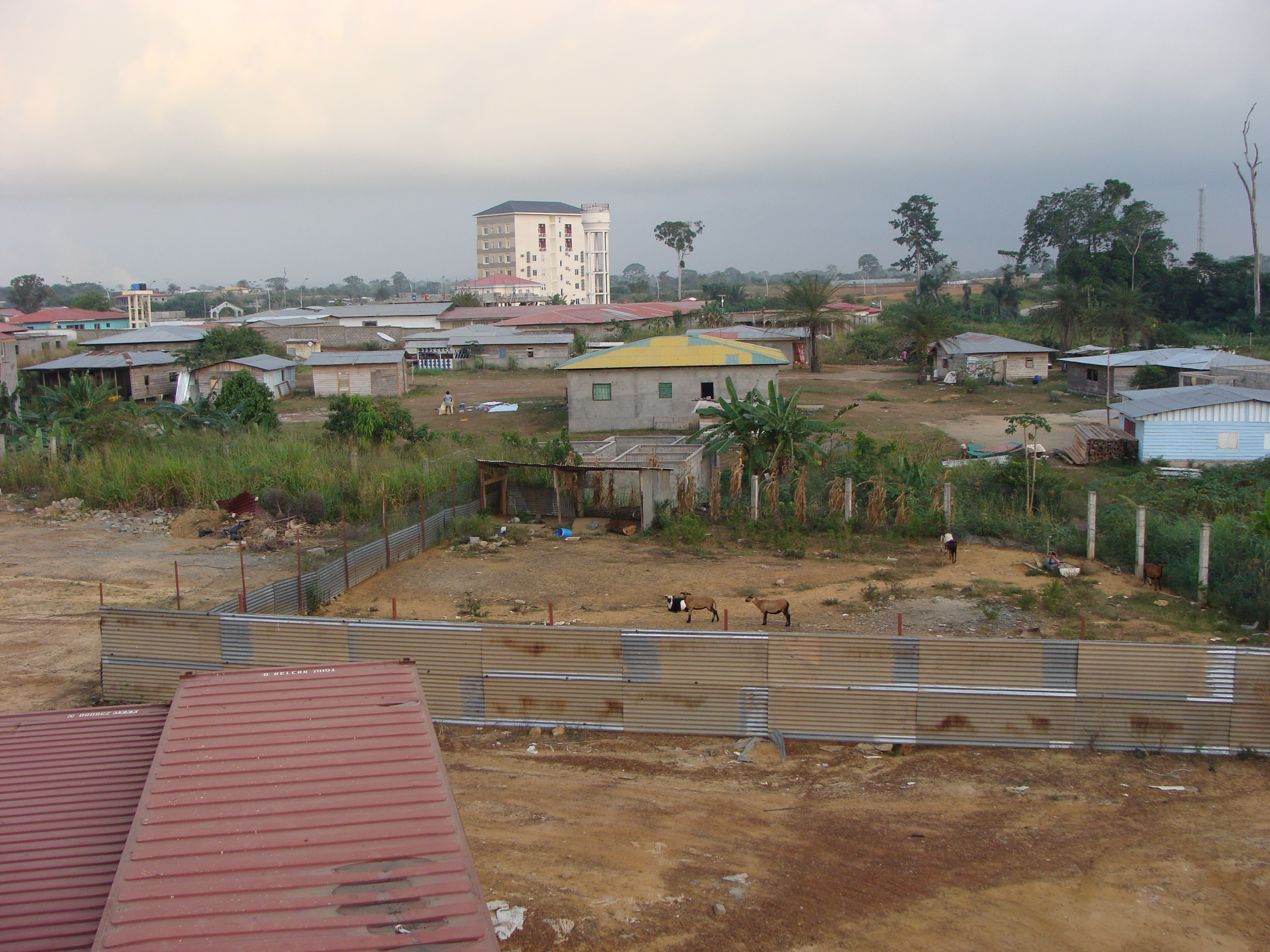
Umgebung

Klima, Lage und Tropenkrankheiten, afrikanische Logistik und europäischer Export bedingen viel Improvisation und Eigenständigkeit. So werden im La Paz weder Morphin noch Opioide eingesetzt. Dafür ist der Ketamin-Verbrauch zehnmal höher als in europäischen Häusern. Sehr erfolgreich ist die systematische Tetanus-Impfung bei allen Unfallverletzten. Bei monatlich 1.200 Impfungen ist die Zahl infizierter Patienten (früher einer pro Woche) erheblich reduziert worden. Die Säuglingssterblichkeit liegt um ein Zehnfaches niedriger als sonst im Lande. Tropenerfahrene Ärzte aus aller Welt haben eine differenzierte Behandlung der endemischen Malaria nach eigenen Protokollen ermöglicht, die den Resistenzen und Altersgruppen Rechnung trägt. Die tropische Pyomyositis ist häufiger als Lepra oder Tollwut. In der Poliklinik werden monatlich etwa tausend Patienten behandelt. Die häufigsten Einweisungsgründe sind Malaria und Knochenbrüche.

### Personal
Das Haus steht unter israelischer Leitung. Die vom Staatspräsidenten Äquatorialguineas gewünschte Übernahme durch die Marseille-Kliniken (2010) hatte sich zerschlagen. Im Oktober 2010 waren von den 390 Angestellten 282 Guineer und 108 Expatriates, davon die meisten aus Israel, Russland und Südamerika. Renommierte israelische Häuser wie Hadassah, Chaim Sheba und Assaf Harofeh schicken erfahrene Fachkräfte. Einige guineische Ärzte sind Residents im 1. oder 2. Weiterbildungsjahr. Mit der Pflegeschule beteiligt sich das Haus an der Ausbildung einheimischer Pflegekräfte.

## Klinik

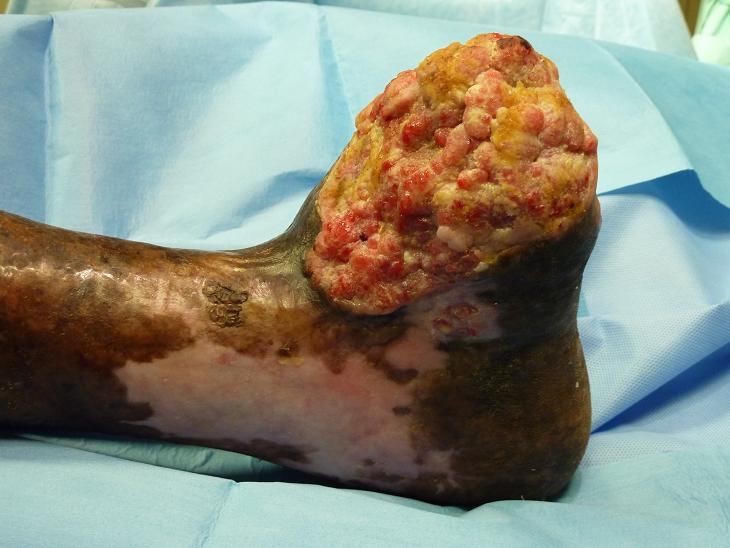
Leprafuß im La Paz

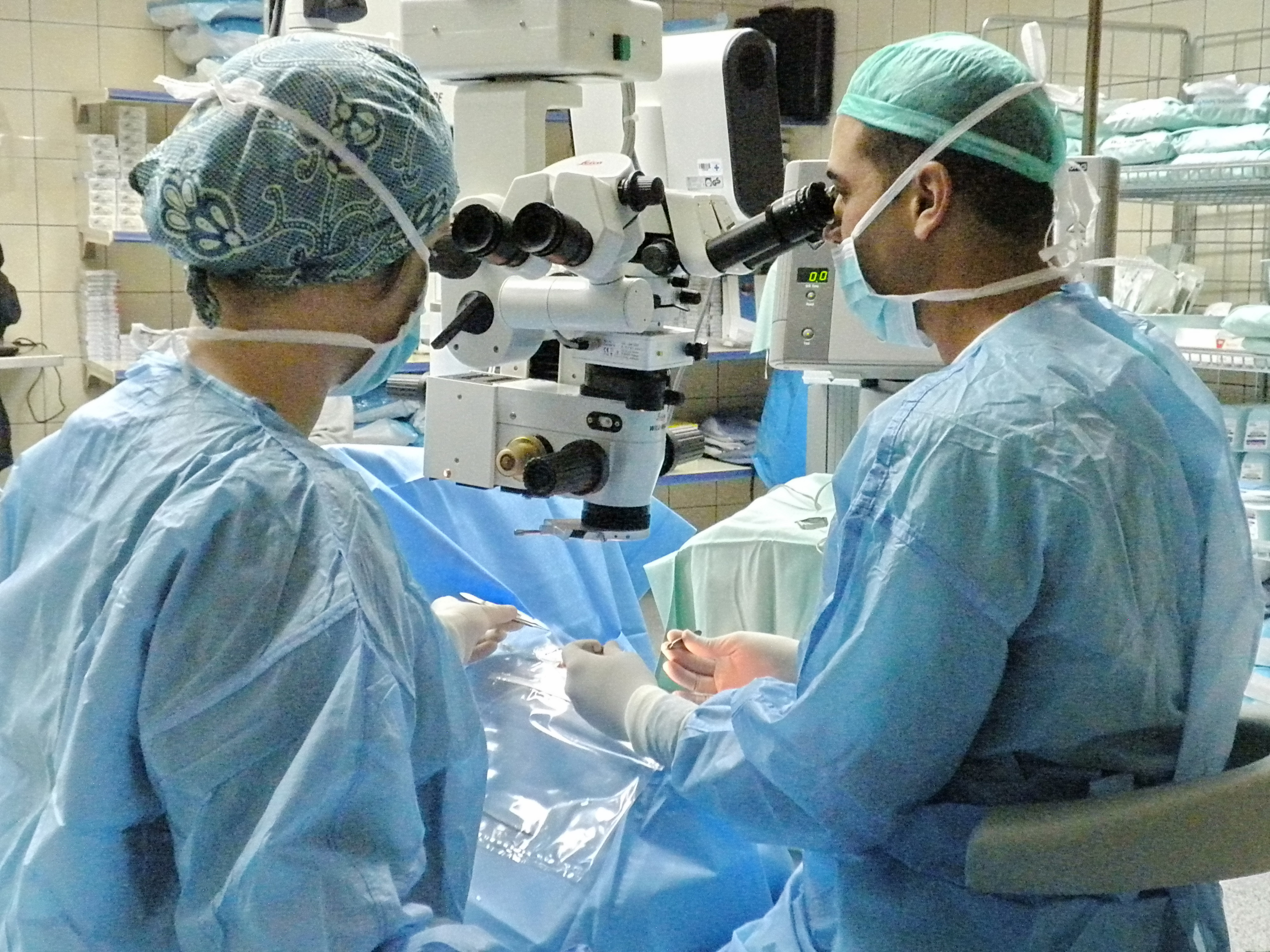
Augenoperation im La Paz

Anaesthesiologie
Notaufnahme und Schockraum
alle Narkoseformen und Nervenblockaden
Intensivstation mit zwölf Betten, zwei Kinderbetten und vier Beatmungsplätzen
vier Operationssäle
Chirurgie
Allgemein- und Viszeralchirurgie: Hernien, Leberabszesse, Ileus
Neurochirurgie: Spinale Stenosen, Hydrozephalus
Plastische Chirurgie: Verbrennungen, traumatische Hautdefekte
Unfallchirurgie: Frakturen (inkl. Wirbelsäule), Knocheninfektionen, Klumpfuß
Urologie: Prostatakarzinom und -hyperplasie, Urethrastriktur, Hydrozelen, Hypospadie, postpartale vesikovaginale Fisteln
Gynäkologie und Geburtshilfe
keine Onkologie, sonst alles, incl. Intrauterine Insemination
Innere Medizin
Innere Medizin: Malaria und andere Infektionen, Diabetes mellitus, Hypertonie, Nierenversagen
Dialyse mit vier (sechs) Plätzen
Kardiologie: Herzinsuffizienz
Neurologie: Schlaganfall, Meningitis, Epilepsie
Ophthalmologie
vorderer Augenabschnitt: Katarakt, Glaukom, Verletzungen, Malaria
Pädiatrie und Neonatologie
Malaria, Infektionen, Endomyokardiale Fibrose, Frühgeborene unter 800 g
Zahnmedizin
Zahnerhaltung, Implantate

## Sonstiges
- Blutbank (mit Hess Corporation)
- Labor
- Pathologie
- Pharmazie, Klinische Pharmazie
- Physiotherapie
- Radiologie: Röntgen, Computertomografie, Mammographie, Ultraschall